# Flávio Silvino
Flávio Henrique Silvino (Rio de Janeiro, 7 de abril de 1971) é um ator e cantor brasileiro, filho do comediante Paulo Silvino. É mais conhecido por interpretar Matosão, na telenovela Vamp, papel que lhe rendeu o Prêmio APCA de melhor revelação masculina em 1991.
Após gravar seu primeiro álbum e atuar em algumas novelas da Rede Globo, teve sua carreira parcialmente interrompida em 2 de novembro de 1993 ao sofrer um grave acidente de carro, sendo atingido por um carro-forte quando voltava da cidade de Cabo Frio com seu irmão João Paulo. O acidente lhe causou danos cerebrais e o deixou em coma durante três meses e meio. Voltou a aparecer na TV sete anos depois, participando da novela Laços de Família, em 2000, no papel do personagem Paulo Soriano.

## Filmografia

### Televisão
| Ano     | Título           | Papel         |
| ------- | ---------------- | ------------- |
| 1991    | Vamp             | Matosão       |
| 1992    | Deus Nos Acuda   | Hugo          |
| 2000-01 | Laços de Família | Paulo Soriano |